# A Course of Modern Analysis
A Course of Modern Analysis: an introduction to the general theory of infinite processes and of analytic functions; with an account of the principal transcendental functions (coloquialmente conhecido como Whittaker and Watson) é um livro-texto clássico sobre análise matemática escrito por Edmund Taylor Whittaker e George Neville Watson, publicado a primeira vez pela Cambridge University Press em 1902. (A primeira edição foi apenas de Whittaker; foi nas edições posteriores com Watson que o livro tornou-se mais conhecido.)
Suas primeira, segunda, terceira e quarta (última) edição foram publicadas em 1902, 1915, 1920 e 1927, respectivamente. Desde então foi continuamente reimpresso, sendo ainda impresso atualmente.
O livro é notável por ser a referência padrão e livro-texto para uma geração de matemáticos de Cambridge, incluindo John Edensor Littlewood e Godfrey Harold Hardy. Mary Cartwright o estudou quando preparando-se para suas honras finais, aconselhada por Vernon Charles Morton, depois professor de matemática da Universidade Aberystwyth.
Atualmente o livro ainda mantém muito de seu apelo inicial.
Foi um dos primeiros livros a usar numeração decimal para suas seções, uma inovação que os autores atribuíram a Giuseppe Peano.

## Conteúdo
Abaixo é listado o conteúdo da quarta edição:
Part I. The Process of Analysis
1. Complex Numbers
2. The Theory of Convergence
3. Continuous Functions and Uniform Convergence
4. The Theory of Riemann Integration
5. The fundamental properties of Analytic Functions; Taylor's, Laurent's, and Liouville's Theorems
6. The Theory of Residues; application to the evaluation of Definite Integrals
7. The expansion of functions in Infinite Series
8. Asymptotic Expansions and Summable Series
9. Linear Differential Equations
10. Integral Equations

Part II. The Transcendental Functions
1. The Gamma Function
2. The Zeta Function of Riemann
3. The Hypergeometric Function
4. Legendre Functions
5. The Confluent Hypergeometric Function
6. Bessel Functions
7. The Equations of Mathematical Physics
8. Mathieu Functions
9. Elliptic Functions. General theorems and the Weierstrassian Functions
10. The Theta Functions
11. The Jacobian Elliptic Functions
12. Ellipsoidal Harmonics and Lamé's Equation